# 輪島市立三井中学校
輪島市立三井中学校（わじましりつ みいちゅうがっこう）は、石川県輪島市にあった中学校。

## 沿革
- 1947年（昭和22年）4月1日 学制改革により三井国民学校高等科を改組して三井村立三井中学校が創立。
- 1954年（昭和29年）3月31日 三井村が合併して輪島市となり輪島市立三井中学校と改称する。
- 2014年（平成26年）4月1日 松陵中学校、上野台中学校と統合して輪島市立輪島中学校が創立。

## 制服
- 男子は学生服、女子はセーラー服。

## 通学区域
- 三井小学校の卒業生が通学した。